# Емблема Джибуті
Емблема Джибуті — один з офіційних символів держави Джибуті. Затверджена 27 червня 1977 року після здобуття країною незалежності від Франції. По периметру емблеми розташовані дві гілки лавру. У центрі розташований вертикальний спис. На гостряку списа розташована червона зірка, а щит знаходиться посередині емблеми і частково закриває собою спис. Справа та зліва від списа з щитом знаходяться дві руки, з двома великими ножами. Вони символізують дві основні етнічні групи країни — афарів та ісса.